# Simone e Matteo
Simone e Matteo, sono gli pseudonimi con cui sono ricordati gli attori protagonisti Paul L. Smith (Simone) e Michael Coby (Matteo), che nel triennio compreso tra il 1974 e il 1976 interpretarono cinque film seguendo il filone del "grosso" e del "bello".

Tale filone corrisponde al più noto filone del cinema italiano che in quegli anni fu intrepretato dai più noti e famosi Bud Spencer e Terence Hill.

## Storia
L'idea venne al regista cinematografico Mauro Bolognini e lo scopo fu di poter sfruttare la scia del successo raggiunto dalle pellicole della coppia Spencer-Hill che, come singoli attori, nel periodo tra il 1974 e il 1977 aveva in progetto di recitare separatamente in alcuni film. Nel 1974 fu distribuito nelle sale il primo film della coppia Smith-Coby intitolato Carambola e che fu prodotto dalla Aetos Film, una casa di produzione di cui Manolo Bolognini (fratello di Mauro) era un produttore cinematografico e fondatore.

## Pseudonimi della coppia
I nomi Simone e Matteo sono utilizzati solo nei due film del regista Giuliano Carnimeo, poiché nei due di Ferdinando Baldi Paul L. Smith interpreta Len (o Len Rodovan) e Michael Coby è semplicemente Coby. Infine, nell'unico diretto da Gianfranco Parolini interpretano rispettivamente i fratelli Raphael ed Angel McDonald.

## Aspetti della coppia

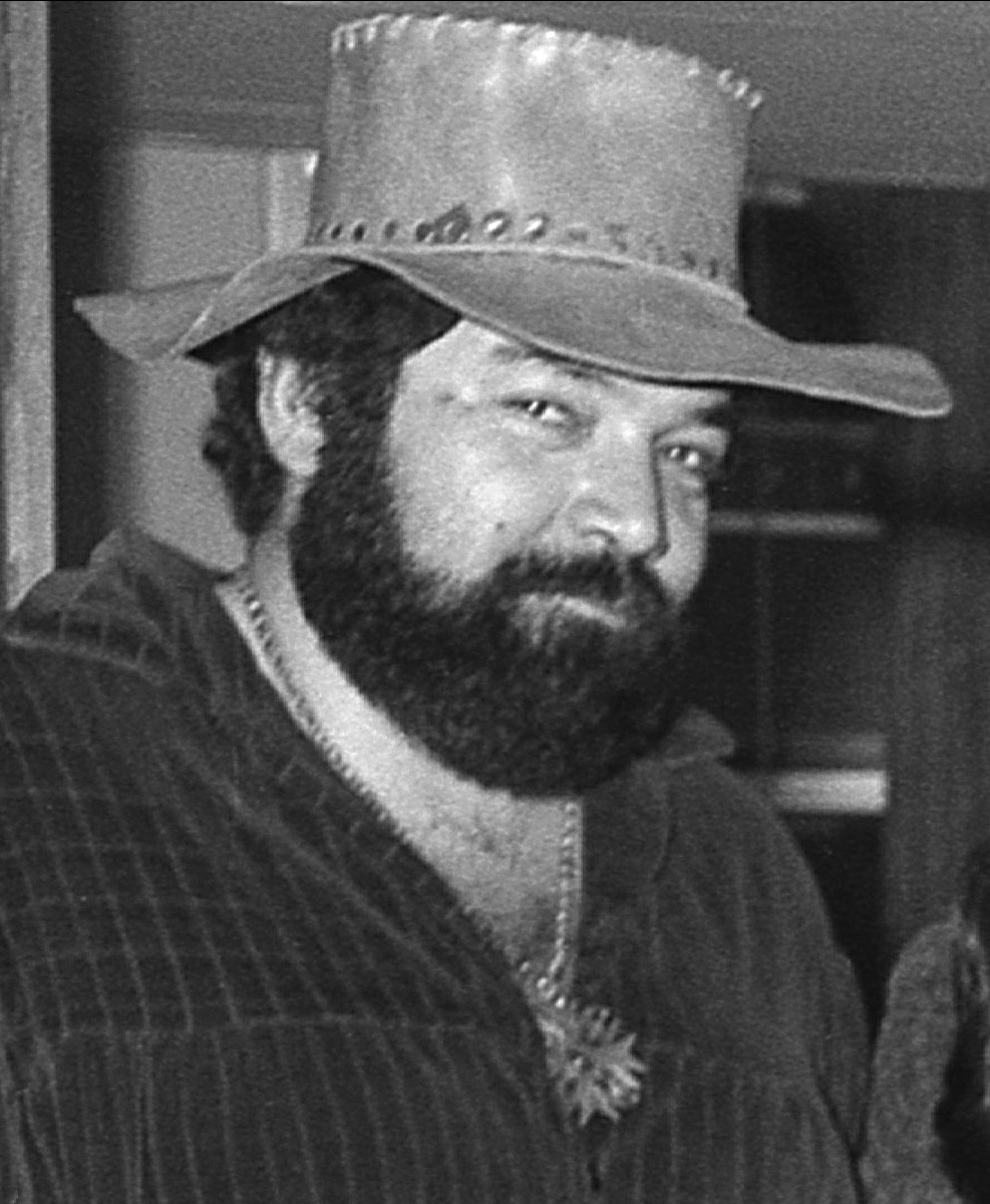
Paul L. Smith nel 1973, scelto nel ruolo di "grosso" grazie alla perfetta somiglianza con Bud Spencer

Antonio Cantafora con i capelli più scuri e baffi qualche anno dopo (1979)

Scelti per la somiglianza, lo statunitense Paul L. Smith e l'italiano Antonio Cantafora (che utilizzava lo pseudonimo di Michael Coby e in alcuni film aveva i capelli tinti di biondo) furono rispettivamente accostati ai ruoli di "grosso" e "bello" per ottenere lo stesso risultato della coppia di cui erano i cloni. Tutti i film sono stati girati a basso costo e ricalcano un altro degli stili della coppia originale, ovvero raccontano di due buoni che, a modo loro, si tolgono dai guai o combattono contro i cattivi cercando di raggiungere quasi sempre un lieto fine.
Anche nei comportamenti erano direttamente ispirati alla coppia originale poiché i primi due film (Carambola e Carambola, filotto... tutti in buca) sono in stile western all'italiana dove il bello è un giocatore di biliardo e fa la parte del furbo e il grosso è un pasticcione che picchia e disfa a più non posso. Gli stessi atteggiamenti si vedono anche in Simone e Matteo - Un gioco da ragazzi e ne Il vangelo secondo Simone e Matteo, dove tra le avventure dei due camionisti, nel personaggio del grosso viene sviluppata la simpatia ma in quello del bello viene diminuita l'astuzia. Noi non siamo angeli, infine, è l'unico dei cinque che porta il western verso gli inizi del Novecento, con gare tra diligenze e automobili.

### Doppiaggio
Anche nel doppiaggio furono utilizzate le stesse voci degli attori clonati, poiché Pino Locchi (la voce di Terence Hill) prestò la voce ad Antonio Cantafora e Glauco Onorato (doppiatore di Bud Spencer) mise la sua con Paul L. Smith.

### Colonne sonore
Gli autori della colonna sonora dei due film di Simone e Matteo furono gli stessi Oliver Onions (Guido e Maurizio De Angelis) di alcuni dei film di Bud Spencer e Terence Hill che però firmarono le musiche con lo pseudonimo di Juniper.

## I loro film all'estero
In Francia, per sfruttare la fama dei film Lo chiamavano Trinità... e ...continuavano a chiamarlo Trinità, al primo film della coppia (Carambola) fu dato il titolo di Mon nom est Trinita ("Il mio nome è Trinità"), al quarto (Noi non siamo angeli) quello di Trinità, nous voilà ("Trinità eccoci qua") e all'ultimo realizzato (Il vangelo secondo Simone e Matteo) ebbe il titolo di Pour Pâques ou à la Trinita (Per Pasqua od alla Trinità) pur non avendo alcun legame con quelli interpretati da Bud Spencer e Terence Hill e nonostante i film di Smith e Cantafora non fossero nemmeno collegati tra loro.
Per lo stesso motivo, nella traduzione in lingua portoghese il titolo del film Carambola, filotto... tutti in buca prese il nome di Trinity e Carambola a dupla invencível ("Trinity e Carambola la coppia invincibile").

### Pseudonimi all'estero
Come fu d'uso per molti film italiani di quell'epoca, anche questi film furono diffusi nelle sale dei paesi esteri e a seconda di quale film (e di quanti lungometraggi furono doppiati in una determinata lingua e in quale paese furono proiettati), i loro nomi furono a volte modificati o mantenuti:
Nei paesi anglosassoni furono usati i nomi di Len (o Butch) e Toby per i film diretti da Carnimeo e Baldi, mentre nel film di Parolini mantennero Raphael ed Angel McDonald.

In Germania usarono i nomi di Butch e Toby per gli stessi film di Baldi e mantennero Raphael ed Angel McDonald per quello di Parolini, mentre nei film usciti in lingua spagnola ebbero il nome di Simón y Mateo e in Francia invece furono sempre chiamati Butch e Coby.
Per la distribuzione negli Stati Uniti di Simone e Matteo - Un gioco da ragazzi il produttore Edward L. Montoro decise di utilizzare gli pseudonimi Bob Spencer per Smith e Terrance Hall per Cantafora. Lo statunitense Smith non accettò però di comparire sotto pseudonimo in un film distribuito nel suo Paese ed intentò una causa alla produzione chiedendo l'utilizzo del suo vero nome, da cui uscì vincitore venendo risarcito dalla casa produttrice.

## Filmografia
- Carambola, regia di Ferdinando Baldi (1974)
- Carambola, filotto... tutti in buca, regia di Ferdinando Baldi (1975)
- Simone e Matteo - Un gioco da ragazzi, regia di Giuliano Carnimeo (1975)
- Noi non siamo angeli, regia di Gianfranco Parolini (1975)
- Il vangelo secondo Simone e Matteo, regia di Giuliano Carnimeo (1976)